# Bossonnens Challenger
Il Bossonnens Challenger è stato un torneo professionistico di tennis giocato su campi in cemento indoor. Faceva parte dell'ATP Challenger Series. Si giocava annualmente a Bossonnens in Svizzera.

## Albo d'oro

### Singolare
| Anno | Campione             | Finalista        | Punteggio     |
| ---- | -------------------- | ---------------- | ------------- |
| 1991 | Christo van Rensburg | Patrick Baur     | 6–4, 7–6      |
| 1990 | Cristiano Caratti    | Michiel Schapers | 6–4, 3–6, 7–6 |
| 1989 | Roger Smith (2)      | Petr Korda       | 7–6, 6–7, 6–4 |
| 1988 | Olli Rahnasto        | Tomas Nydahl     | 6–3, 3–6, 6–3 |
| 1987 | Roger Smith (1)      | Alexander Mronz  | 7–6, 4–6, 6–3 |

### Doppio
| Anno | Campioni                       | Finalisti                      | Punteggio |
| ---- | ------------------------------ | ------------------------------ | --------- |
| 1991 | Alex Antonitsch Menno Oosting  | Michiel Schapers Daniel Vacek  | 6–3, 6–2  |
| 1990 | Michiel Schapers Roger Smith   | Henrik Holm Nils Holm          | 6–2, 7–6  |
| 1989 | Bret Garnett Kent Kinnear      | Brett Dickinson Bryan Shelton  | 7–6, 6–3  |
| 1988 | Hugo Nunez Branislav Stankovič | Bret Garnett Bill Scanlon      | 6–4, 7–6  |
| 1987 | Peter Palandjian Bud Schultz   | Heiner Moraing Alexander Mronz | 6–4, 6–3  |